# 賴利鎮區 (愛荷華州靈戈爾德縣)
赖利鎮區（英語：Riley Township）是位於美國愛荷華州靈戈爾德縣的一個行政鎮區。

## 地方資料
根據2010年美國人口普查的數據，赖利鎮區的面積為70.19平方千米，當中陸地面積為69.71平方千米，而水域面積為0.48平方千米。當地共有人口87人，而人口密度為每平方千米1.24人。